# Donnington (bande dessinée)
Pour les articles homonymes, voir Donnington.
Donnington est une série de bande dessinée, créée par Jean-Yves Delitte pour les dessins et Philippe Richelle pour les scénarios. Cette série paraît dans le Journal de Tintin puis Hello Bédé de 1988 à 1991. Elle est ensuite publiée en albums, par Le Lombard puis par Hélyode.

## Trame
Au Congo belge, au milieu de nombreux règlements de comptes, Donnington est confronté au meurtre d'un ivrogne assassiné par un « homme-léopard ».

## Historique de la série
La série Donnington est dessinée par Jean-Yves Delitte et scénarisée par Philippe Richelle. Elle est prépubliée par le Journal de Tintin en 1988, commençant au numéro 686, pour le premier épisode (La Nuit du léopard),. 
La prépublication se poursuit dans Hello Bédé qui prend la suite de Tintin : les deuxième et troisième épisodes y paraissent en 1989 (Sur les rives du lac Karoun) à partir du numéro 31, et en 1991 à partir du numéro 105 pour le troisième épisode (La Mort dans l'île),.
La série est ensuite éditée en trois albums. Le Lombard publie les deux premiers en 1989 et 1990, puis Hélyode publie le troisième épisode en 1995.

## Jugements sur la série
Raymond Perrin et Livres-Hebdo signalent la part d'exotisme de cette série policière,.

## Albums
1. La Nuit du léopard, par Jean-Yves Delitte et Philippe Richelle, Le Lombard, 1989, 56 planches  (ISBN 2-8036-0748-4) ;
2. Sur les rives du lac Karoun, par Jean-Yves Delitte et Philippe Richelle, Le Lombard, 1990, 49 planches  (ISBN 2-8036-0807-3) ;
3. La Mort dans l'île, par Jean-Yves Delitte et Philippe Richelle, Hélyode, 1995, 46 planches  (ISBN 2-87353-076-6).

### Documentation
- Jean-Yves Delitte et Philippe Richelle (int. par Eric Verhoest), « Gros Pifs sous les Tropiques », Les Cahiers de la BD, no 87,‎ décembre 1989, p. 18-19.